# 736
736 (DCCXXXVI) fue un año bisiesto comenzado en domingo del calendario juliano, en vigor en aquella fecha.

## Acontecimientos
- Carlos Martel, mayordomo de palacio merovingio, forma alianzas locales con los borgoñeses e impone la dominación franca en Provenza. Derrota a las fuerzas musulmanas en Sernhac y Beaucaire en Septimania (sur de Francia).[1]
- Batalla de Nimes: Los francos al mando de Carlos Martel fracasan en la captura de Narbona, pero destruyen la mayoría de otros asentamientos, incluyendo  Nimes, Agda, Béziers y Maguelonne, que eran vistos como potenciales bastiones de los omeyas.[2]
- El rey Ethelbaldo de Mercia es descrito en el Ismere Diploma como gobernante (bretwalda) de los mercios y de todas las provincias al sur de Inglaterra. También es llamado "Rex Britanniae" (rey de Bretaña).[3][4]
- El rey Oengus I de los pictos invade el vecino reino de Dalriada y lo sojuzga. Ocupa la fortaleza de Dunadd, y establece su reinado en Escocia por dos décadas.
- El monje budista japonés Rōben invita al monje coreano Simsang (Shinshō), para recibir lecciones de la sutra de la guirnalda en Kinshōsen-ji (Tōdai-ji); siendo este evento el origen de la escuela budista Kegon en Japón.
- Un equipo diplomático de Calakmul, liderado por Wamaw K'awiil, se reúne con el líder quiriguá K’ak Tiliw Chan Yopaa, en un intento de negociar el fin de la rebelión de la ciudad durante la tercera guerra Tikal-Calakmul.
- Yik'in Chan K'awiil, gobernante (ajaw) de la ciudad maya de Tikal, conquistó Calakmul.
- Primera documentación del cultivo de lúpulo en la región de Hallertau (hoy Alemania).[5]

## Nacimientos
- Halfdan el Amable, rey noruego.

## Fallecimientos
- Huberto I de Baviera, duque de Baviera.
- Muiredach mac Ainbcellaig, rey de Dalriada.
- Yamabe no Akahito, poeta japonés.